# Gordon Jenkins
Gordon Hill Jenkins, född den 12 maj 1910 i Webster Groves, Missouri, död den 1 maj 1984 i Malibu, Kalifornien, var en amerikansk kompositör, arrangör och pianist. Han arbetade bland annat tillsammans med The Andrews Sisters, Johnny Cash, The Weavers, Frank Sinatra, Louis Armstrong, Judy Garland, Nat King Cole, Billie Holiday, Harry Nilsson, Peggy Lee och Ella Fitzgerald. Jenkins tilldelades en Grammy 1956 för arrangemanget till Sinatras September of My Years och han har sedan 1960 en stjärna på Hollywood Walk of Fame. Bland sånger han komponerat märks Manhattan Tower (1945), P.S. I Love You (1934), San Fernando Valley (1943) och When a Woman Loves a Man (1934).